# Horváth Pál (gépészmérnök)
Horváth Pál (Sátoraljaújhely, 1923. augusztus 15. – Budapest, 2017. július 18.) magyar gépészmérnök, évtizedeken keresztül az Egyesült Izzó műszaki felsővezetőinek egyike, pályája csúcsán vezérigazgató-helyettese.

## Élete
Szülővárosában érettségizett 1941-ben, a Piarista Gimnáziumban. Már középiskolásként vonzották a reáltárgyak és az idegen nyelvek, ezért úgy döntött, hogy mérnöki pályára megy. Jeles érettségije után a Műszaki Egyetem Gépészmérnöki Karára vették fel, ahol az akkori „B” tagozatot választotta, amely harmadévtől lehetővé tette, hogy elektronikai tanulmányokat is folytasson, illetve az általános tananyag mellé olyan tárgyakat vehessen fel, ami társult az elektronikához; meghatározó élménye volt, hogy az  elméleti villamosságot Bay Zoltán oktatta a számára. Tanulmányai alatt nagy súlyt fektetett német nyelvtudásának bővítésére is, mert hozzáférhető egyetemi tankönyv kevés volt, a könyvtárban elérhető szakkönyveknek pedig a túlnyomó része németül íródott.
Harmadév után, kötelező üzemi gyakorlat keretében került az Egyesült Izzólámpa és Villamossági Rt.-hez, 1944 júniusában, ahol a Kenczler Ödön által vezetett szerelvény-ellenőrzési részlegen kezdett dolgozni. Közben a könyvtári szakkönyvek révén tovább fejlesztette szaktudását, immár kifejezetten a rádiócső- és alkatrészgyártás irányában. 1944 szeptemberétől tovább folytatta egyetemi tanulmányait, de nem adta fel munkahelyét, az Egyesült Izzót sem, már csak azért sem, mert elterjedt annak híre, hogy az egyetemet Németországba költöztetik, ő viszont itthon akart maradni.
1944. október 15-én besorozták katonának, majd 1945 január végén az alakulatával együtt szovjet fogságba esett. Ezután néhány társával együtt jelentkezett egy olyan századba, amely a Budai Önkéntes Ezred részeként bekapcsolódott Budapest ostromába. A harcok elmúltával szinte azonnal, március elején újra munkába állt, de a szovjetek hamarosan az egész gyár berendezéseit leszerelték és elvitték. Szeptembertől tudott csak újraindulni az üzem, a háború elől szerencsésen megmenekült tervrajz-gyűjteménnyel és azokkal a gépsorokkal, amelyeket a gyárvezetés előzőleg egy kőbányai pincerendszerben rejtett el.
Horváth Pál ekkor a gépszerkesztési osztályon kezdett dolgozni, majd egy év múlva visszakerült a szerelvény-ellenőrzési területre. 1951-től osztályvezető helyettes lett, ettől kezdve már a sajtolt alkatrészek, elektródák, üvegalkatrészek, üveggyári termékek, bizonyos  beérkező nyersanyagok és a tömeggyártás anyagainak, alkatrészeinek ellenőrzése is hozzá tartozott. 1953-tól ismét lépett a ranglétrán, ekkor a minőségvédelemre vonatkozó országos rendelkezések nyomán abban az évben létrehozott Műszaki Ellenőrzési Főosztály első főosztályvezetője lett. 1960-ban a vállalat főtechnológusának nevezték ki, majd 1963-tól fejlesztési műszaki igazgató-helyettes lett – e minőségében hozzá tartozott a vállalatnál folyó termék- és gyártásfejlesztési feladatok meghatározása és elosztása az egyes szervezeti egységek között.
Pályája csúcsára 1967-ben ért el, amikor Vaszily György nyugdíjazását követően Asztalos Lajos miniszterhelyettes  műszaki igazgatóvá, néhány hónappal később pedig, előbbi funkciójának megtartása mellett vezérigazgató-helyettessé nevezte ki; e pozíciókat töltötte be 1983-ban bekövetkezett nyugdíjazásáig. Ebben az időszakban az Izzónak már lehetősége nyílt néhány esetben nagy külföldi cégektől beszereznie magas műszaki színvonalat képviselő gyártóberendezéseket; ezek beszerzéséről a szükséges tárgyalásokat személyesen irányította.
Aktív időszakában hosszú ideig tagja volt az Országos Műszaki Fejlesztési Bizottságnak, számos kitüntetésben és elismerésben részesült. Részt vett a szakmai felsőoktatásban is, mint államvizsga-bizottsági tag, esetenként elnök.

### Magánélete

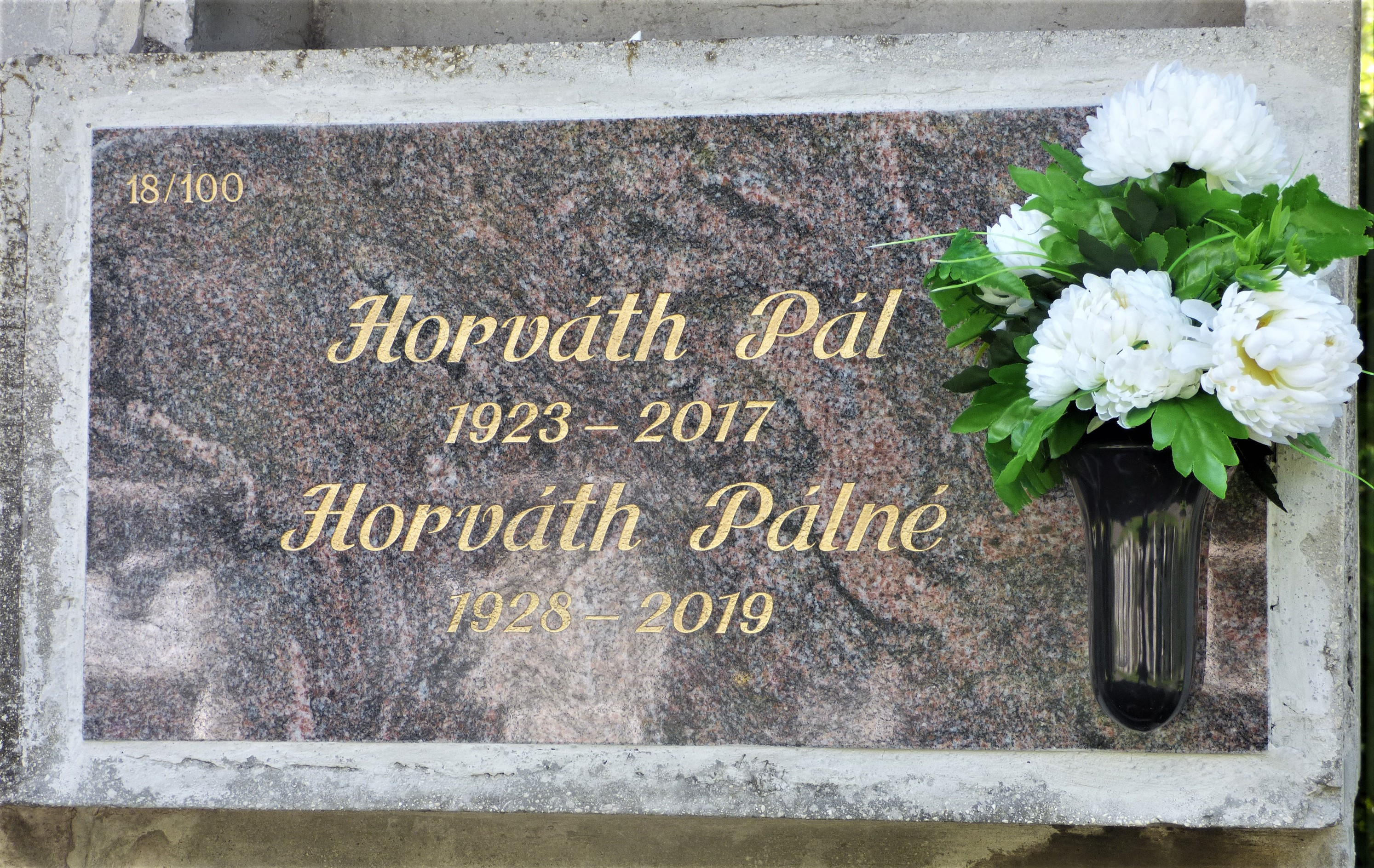
Sírhelye az Óbudai temetőben

1951-ben kötött házasságot Fazekas Erzsébettel, gyerekkori barátja és egyetemi diáktársa, Fazekas Ferenc matematikus, valamint Fazekas Árpád gyermekgyógyász főorvos, helytörténeti kutató húgával. Egyetlen leányuk Schmidtné Horváth Viktória villamosmérnök, akitől két fiú unokája született. 2017-ben bekövetkezett haláláig egy óbudai panellakásban élt, szerény körülmények között.